# Alloxysta ramulifera
Alloxysta ramulifera är en stekelart som först beskrevs av Thomson 1862.  Alloxysta ramulifera ingår i släktet Alloxysta, och familjen glattsteklar. Arten är reproducerande i Sverige.